# 吉林延龄草
吉林延龄草（学名：Trillium kamtschaticum）为黑药花科延龄草属的植物。分布于日本、北美、朝鲜、俄罗斯以及中国大陆的吉林等地，生长于海拔500米至1,400米的地区，常生长在林边、林下以及潮湿之处，目前尚未由人工引种栽培。
日本北海道大学校徽使用了吉林延龄草的形象。